# Window (canción)
Window (en castellano: "Ventana") es una canción incluida en el primer álbum del grupo inglés de rock progresivo Genesis, llamado From Genesis to Revelation, un álbum conceptual del año 1969.
"Window" es otra canción del álbum que no parece encajar con la historia conceptual del mismo, algo que también se aplica a las canciones One Day, In Limbo, y The Silent Sun. La letra está colmada de metáforas adolescentes y de estudiantes de poesía sobre el eterno tema del amor. 
La canción está compuesta por guitarra acústica y piano, siendo la batería algo secundario en la misma. Se encuentra muy bien compuesta, con Peter Gabriel utilizando su registro vocal más bajo, lo que siempre es bienvenido.
"Window" es otra canción del álbum que ha sido arruinada por el productor Jonathan King, todos los instrumentos se encuentran en el canal izquierdo para hacer lugar en el derecho a los violines y a un cuerno francés. La versión que se encuentra en este álbum es la única que existe de la canción, la cual no tuvo un gran impacto ya que fue rápidamente dejada de lado por el grupo.
- Datos: Q6167952